# Різдвяна казка (мультфільм,1993)
«Різдвяна казка» — український ляльковий фільм 1993 року студії Укранімафільм, режисер — Анатолій Трифонов.

## Сюжет
За мотивами казки Марка Черемшини "Сльоза". Історія про дівчинку Марусю яка пришла у ліс та плакала а сльоза стала як сніжинка, потім як ангел та розсипала зірочки дарунки  дітям, потім вона зустріла сльозу дівчинки та хотіла щоб допомогли його, сніжинка розтаяла та потікла до кушеру який був вино а потім пійшов у ліс та забрав Марусю собі додому, а на ранку Маруся сиділа коло неньки у затопенній хаті, потім прийшов дядько та казав "Христос народився!" а тим потім обійняла свою неньку, а там співали колядку або щедрівку.

## Творча група
Казку розповідали:
- Автори сценарію: Анатолій Трифонов, Богдан Дяценко;
- Кінорежисер: Анатолій Трифонов;
- Художник-постановник: Микола Чурилов;
- Композитор: Іван Карабиць;
- Кінооператор: Олександр Костюченко;
- Звукооператор: Ігор Погон;
- Художники-аніматори: Жан Таран, Елеонора Лисицька, Анатолій Трифонов, Марина Корольова, Віталій Віленко;
- Актори: Наталя Сумська, Наталія Лотоцька, Павло Громовенко, І. Єрмоленко, Євген Шах;
- Художники: М. Бабаєнко, О. Даценко, Анатолій Радченко, Вадим Гахун, В. Яковенко, Оксана Карпус, В. Зікеєв;
- Асистенти: Олександр Ніколаєнко, Г. Свєчніков (у титрах Г. Свєшніков);
- Монтажер: О. Деряжна;
- Редактор: Світлана Куценко;
- Директор фільму: В. Руденко.